# Podedovano zlo
Podedovano zlo (izviren angleški naslov: Hereditary) je ameriška nadnaravna psihološka grozljiva drama iz leta 2018. Gre za režijski prvenec Arija Asterja, ki je napisal tudi scenarij.
Zgodba spremlja žalujočo družino, ki jo po smrti njihove skrivnostne babice mučijo nenavadni pojavi.